# Desmarestiales
Desmarestiales é uma ordem de algas marinhas da classe Phaeophyceae (algas castanhas) caracterizadas por apresentarem talos teretes ou ligulado (aplanados), com ramificação pinada, ligados ao substrato por um rizóide discóide. Os talos esporofíticos estão em geral agregados formando um pseudo-parênquima. A ordem tem como género tipo Desmarestia, táxon que tem como epónimo o zoólogo francês Anselme Gaëtan Desmarest (1784–1838).

## Taxonomia e sistemática
A ordem Desmarestiales inclui as seguintes famílias e géneros:
- Arthrocladiaceae
  - Artrocladia com 2 espécies
- Desmarestiaceae
  - Desmarestia com 25 espécies
  - Himantothallus, cuja única espécie é Himantothallus grandifolius
  - Phaeurus, cuja única espécie é Phaeurus antarcticus